# Beppino Disertori
Giuseppe Disertori detto Beppino (Trento, 19 giugno 1907 – Trento, 5 maggio 1992) è stato uno psichiatra, filosofo, politico, partigiano e scrittore italiano.

## Biografia
Nato a Trento il 19 giugno 1907, si trasferisce subito a Innsbruck, dove a soli tre anni contrae la poliomielite che lo segnerà per tutta la vita.
Dopo la prima guerra mondiale rientra a Trento, dove frequenta il ginnasio liceo Prati. Si iscrive poi alla facoltà di medicina e chirurgia a Firenze e quindi si trasferisce a Genova, dove si laurea nel 1931 con una tesi di fisiopatologia del sistema nervoso centrale. Successivamente si trasferisce a Milano e si specializza in neurologia e psichiatria con Carlo Besta. Torna poi a Trento, dove esercita la libera professione: la carriera pubblica e ospedaliera gli era preclusa in quanto privo della tessera del Partito Nazionale Fascista.
Nel 1939 sposa Rosita Banfi, dalla quale ha due figli, Donatella e Marcello.
Antifascista da sempre, negli anni quaranta partecipa attivamente alla Resistenza, incontrando fra gli altri Egidio Reale, Randolfo Pacciardi, Gigino Battisti, Egidio Bacchi, Giannantonio Manci.
Nel 1943 è costretto a riparare in Svizzera. Finita la guerra ritorna in Italia e, a Trento, diventa primario nel reparto di neurologia dell'ospedale Santa Chiara e docente sia di neurologia e psichiatria all'Università di Padova, sia di sociopsichiatria e criminologia presso la facoltà di sociologia dell'Università di Trento.
Pubblica più di 300 contributi in ambito scientifico, letterario e filosofico.
Per tutto il secondo dopoguerra si occupa attivamente di politica, ricoprendo la carica di presidente regionale del Partito Repubblicano Italiano. Diventa inoltre presidente della Croce Rossa Italiana. Muore a Trento il 5 maggio 1992.

## Opere
(elenco parziale)
- Gandhi, 1931.
- Fisiologia del liquido cefalo-rachidiano, 1935.
- Il libro della vita, 1947.
- Itinerari Pitagorici, 1954.
- Trattato delle nevrosi, 1956.
- De anima, 1959.
- Mazzini filosofo, 1961.
- Il messaggio del Timeo, 1965.
- Pellegrinaggio in Egitto, 1965.
- Esperienze dell'India, 1966.
- Cronache di un safari, 1967.
- Le personalità caratteropatiche, 1967.
- La sfinge olmeca, 1968.
- Trattato di psichiatria e socio-psichiatria, 1970.
- La montagna di Vishnu, 1971.
- Sfida al secolo, 1975.

## Archivio
Il fondo Giuseppe Disertori, conservato presso la Fondazione Museo storico del Trentino, a Trento, contiene documentazione dal 1926 al 1990. Il fondo è pervenuto al Museo storico in Trento con atto di donazione nel luglio 1988; nel 2007 la proprietà è passata alla Fondazione Museo storico del Trentino. Al momento del versamento la documentazione si trovava già chiaramente ordinata e organizzata dal Disertori stesso.
L'archivio è stato dichiarato di notevole interesse storico locale (NISL). Il materiale pervenuto è costituito dall'archivio, da numerosi periodici e da una biblioteca di circa 5.000 titoli. Il fondo conserva un ricco carteggio con scienziati, personalità politiche e del mondo della cultura, documenti sull'attività scientifica e pubblicazioni; cronache e materiali raccolti durante i viaggi; recensioni alle sue opere e materiali di ricerche scientifiche.